# Stazione di Mornago-Cimbro
Stazione di Mornago-Cimbro vasútállomás Olaszországban, Lombardia régióban, Mornago településen.

## Vasútvonalak
Az állomást az alábbi vasútvonalak érintik:
- Luino–Milánó-vasútvonal

## Kapcsolódó állomások
A vasútállomáshoz az alábbi állomások vannak a legközelebb:
- Stazione di Ternate-Varano Borghi
- Stazione di Besnate